# バーナード・オリバー
バーナード・オリバー（Bernard M. Oliver、1919年5月27日 - 1995年11月3日）は、アメリカ合衆国の工学者で、ベル研究所に勤務し、レーダー、テレビ、コンピュータ等の様々な分野で重要な貢献をした。
オリバーはヒューレット・パッカードの研究所の創設者で、1981年に退職するまで所長を務めた。また、地球外知的生命体探査（SETI）を立ち上げたことや、クロード・シャノンとともにパルス符号変調を開発したことでも知られる。1986年にオリバーはアメリカ国家科学賞を受賞し、2004年2月11日に発明家の殿堂入りすることが発表された。
小惑星番号2177番の小惑星オリバーは彼にちなんで名付けられた。